# More Metal Marathon
More Metal Marathon è il secondo album dei The Heavy's, uscito il 4 ottobre 1992 per l'etichetta discografica Ariola Records.

## Tracce

### Mach Schnell Mix
1. Welcome Chant
2. Gloria (Them)
3. Jailbreak (AC/DC)
4. Satisfaction (Rolling Stones)
5. Fight For Your Right (Beastie Boys)
6. Smokin' In The Boys Room (Brownsville Station)
7. Doctor Doctor (UFO)
8. Black Night (Deep Purple)
9. Long Live Rock'n'Roll (Rainbow)
10. D.U. Passage (???)
11. Girls Got A Rhythm (AC/DC)
12. Turbo Lover (Judas Priest)
13. Breaking The Law (Judas Priest)
14. I Want You To Want Me (Cheap Trick)
15. I'm A Rocker (AC/DC)
16. Going Home (Ten Years After)
17. The Spinal Jam

### Airborne Mix
1. Mystic Chant
2. Whole Lotta Love (Led Zeppelin)
3. Rag Doll (Aerosmith)
4. Unskinny Bop (Poison)
5. Love In An Elevator (Aerosmith)
6. The Look (Roxette)
7. I Love Rock'n'Roll (Joan Jett)
8. Back In Black (AC/DC)
9. Wild Thing (The Troggs)
10. Heya (J.J. Light)
11. Hold The Line (Toto)
12. You're In My Heart (Rod Stewart)
13. In The Army Now (Status Quo)
14. Another Brick In The Wall (Pink Floyd)
15. In The Army Now 2 (Status Quo)
16. Bridge Over River Kwai Whistle March
17. Joyride (Roxette)
18. Rox Chant

### No Mercy Mix
1. Electric Chant
2. Thunderstruck (AC/DC)
3. Shake Me (Cinderella)
4. Decadence Dance (Extreme)
5. Ain't Talking Bout Love (Van Halen)
6. Tell Me (White Lion)
7. Mama Weer All Crazy Now (Slade)
8. Rock & Roll All Nite (Kiss)
9. Mony Mony (Billy Idol)
10. Glad All Over (The Dave Clark Five)
11. Summer of 69 (Bryan Adams)
12. Midnite Maniac (Krokus)
13. Brownie (???)
14. What You're Proposing (Status Quo)
15. Down Down (Status Quo)
16. Boogie Chant

### Majestic Mix
1. Quicksilver Chant
2. We Will Rock You (Queen)
3. Rocket (Def Leppard)
4. All I Want Is You (Bryan Adams)
5. Pour Some Sugar On Me (Def Leppard)
6. Lola (The Kinks)
7. Drive (The Cars)
8. I Wanna Know What Love Is (Foreigner)
9. Forions Passage
10. Wind of Change (Scorpions)
11. Crimson and Clover (Tommy James & the Shondells)
12. My Oh My (Slade)
13. The Unforgiven (Metallica)
14. Showdown Passage
15. Every Rose Has its Thorn (Poison)
16. Knockin' On Heavens Door (Bob Dylan)
17. Don't Cry (Guns N'Roses)
18. The Show Must Go On (Queen)
19. Farewell Chant

## Formazione
- Eric St. Martin (Peter Tanner) - voce
- Ben Branov (Fernando Von Arb) - chitarra
- Rob Weiss (Chris Von Rohr) - basso
- Walter Hammer (Jürg Naegeli) - batteria, tastiere